# Basketball Bundesliga de 1980–81
A Temporada 1980–81 da Basketball Bundesliga foi a 15.ª edição da principal competição de basquetebol masculino na Alemanha. A equipe do extinto Saturn Köln conquistou o seu primeiro de quatro títulos nacional.

## Equipes participantes
| Clube                | Localização  |
| -------------------- | ------------ |
| TuS 04 Leverkusen    | Leverkusen   |
| BSC Saturn Köln      | Colônia      |
| ASC 46 Göttingen     | Gotinga      |
| MTV 1846 Giessen     | Giessen      |
| SSV Hagen            | Hagen        |
| MTV Wolfenbüttel     | Volfembutel  |
| USC Bayreuth         | Bayreuth     |
| Hamburger TB         | Hamburgo     |
| SpVgg 07 Ludwigsburg | Ludwigsburgo |
| BG DEK/Fichte Hagen  | Hagen        |

## Classificação Fase Regular

### Temporada Regular
| Pos. | Clube                | V  | D  | Pts      | Pts+ : Pts- | Classificação   |
| ---- | -------------------- | -- | -- | -------- | ----------- | --------------- |
| 1    | TuS 04 Leverkusen    | 16 | 2  | 32:04:00 | 1624:1339   | Grupo do título |
| 2    | BSC Saturn Köln      | 15 | 3  | 30:06:00 | 1613:1365   | Grupo do título |
| 3    | ASC 46 Göttingen     | 13 | 5  | 26:10:00 | 1436:1280   | Grupo do título |
| 4    | MTV 1846 Giessen     | 11 | 7  | 22:14    | 1511:1413   | Grupo do título |
| 5    | SSV Hagen            | 10 | 8  | 20:16    | 1492:1363   | Grupo do título |
| 6    | MTV Wolfenbüttel     | 9  | 9  | 18:18    | 1510:1436   | Grupo do título |
| 7    | USC Bayreuth         | 7  | 11 | 14:22    | 1404:1441   | Playouts        |
| 8    | Hamburger TB         | 6  | 12 | 12:24    | 1333:1511   | Playouts        |
| 9    | SpVgg 07 Ludwigsburg | 2  | 16 | 04:32    | 1296:1639   | Playouts        |
| 10   | BG DEK/Fichte Hagen  | 1  | 17 | 02:34    | 1235:1667   | Playouts        |

## Segunda Fase

### Grupo do Título
| Pos. | Clube             | V  | D  | Pts      | Pts+ : Pts- | Classificação |
| ---- | ----------------- | -- | -- | -------- | ----------- | ------------- |
| 1    | BSC Saturn Köln   | 23 | 5  | 46:10:00 | 2475:2169   | Campeão       |
| 2    | TuS 04 Leverkusen | 21 | 7  | 42:14:00 | 2419:2113   |               |
| 3    | ASC 46 Göttingen  | 18 | 10 | 36:20:00 | 2139:1977   |               |
| 4    | MTV 1846 Giessen  | 16 | 12 | 08:24    | 2259:2198   |               |
| 5    | SSV Hagen         | 14 | 14 | 04:28    | 2232:2178   |               |
| 6    | MTV Wolfenbüttel  | 12 | 16 | 24:32:00 | 2312:2251   |               |

### Grupo Playouts
| Pos. | Clube                | V  | D  | Pts      | Pts+ : Pts- | Classificação |
| ---- | -------------------- | -- | -- | -------- | ----------- | ------------- |
| 1    | USC Bayreuth         | 12 | 12 | 24:24:00 | 1980:1943   |               |
| 2    | Hamburger TB         | 10 | 14 | 20:28    | 1906:2037   | Rebaixados    |
| 3    | SpVgg 07 Ludwigsburg | 3  | 21 | 06:42    | 1807:2222   | Rebaixados    |
| 4    | BG DEK/Fichte Hagen  | 3  | 21 | 06:42    | 1760:2241   | Rebaixados    |

## Campeões da Basketball Bundesliga (BBL) 1980–81
| Campeões da BBL 1980–81    |
| -------------------------- |
| BSC Saturn Köln 1.º título |

## Clubes alemães em competições europeias
| Clube | Competição         | Resultado |
| ----- | ------------------ | --------- |
| -     | Copa dos Campeões  | -         |
| -     | Copa Korać         | -         |
| -     | FIBA Copa Europeia | -         |